# Trilha (eletrônica)

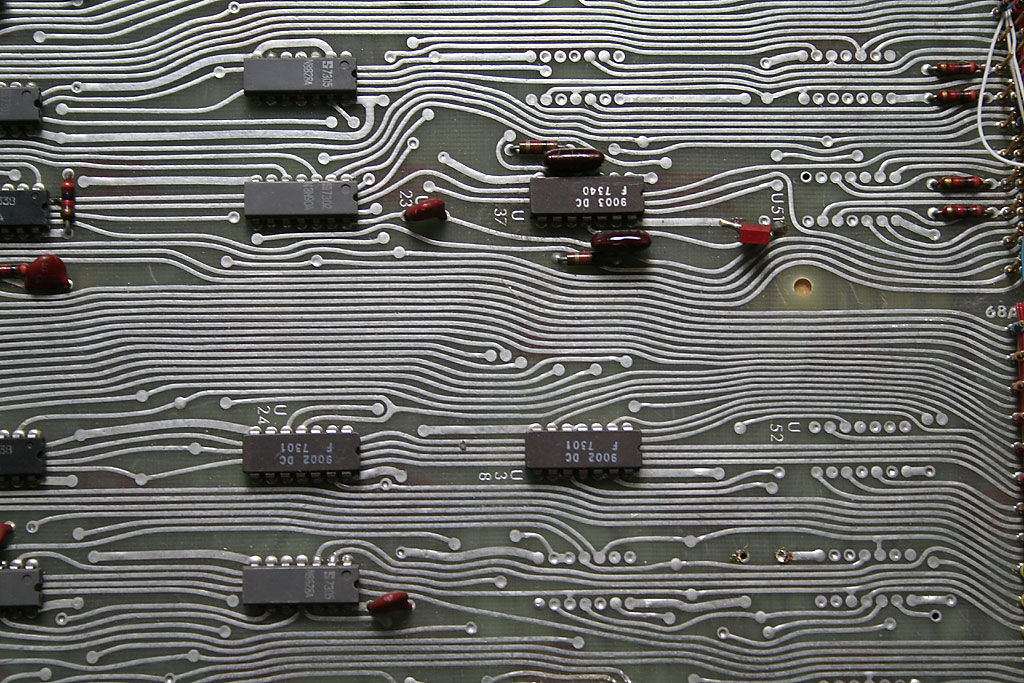
Trilhas numa placa de circuito impresso.

Em eletrônica, uma trilha numa placa de circuito impresso (PCB) é o equivalente de um fio para a condução de sinais. Cada trilha consiste de listras de cobre que permanecem após o material condutor circundante ter sido removido através de um produto corrosivo (como o cloreto férrico). Trilhas que conduzem apenas sinais são geralmente mais estreitas do que as trilhas que conduzem energia ou que servem para aterramento, porque seus requisitos de transporte de corrente são geralmente muito menores.